# ريكي ستاركس
ريكي ستاركس هو مصارع محترف أمريكي ولد في 21 فبراير 1990، يعمل حالياً في دبليو دبليو إي ، ضمن عرض دبليو دبليو إي إن إكس تي

## روابط خارجية
- ريكي ستاركس على موقع WrestlingData.com (الإنجليزية)
- ريكي ستاركس على موقع CageMatch worker (الإنجليزية)
- ريكي ستاركس على موقع قاعدة بيانات المصارعة على الإنترنت (الإنجليزية)
- ريكي ستاركس على موقع عالم المصارعة على الإنترنت (الإنجليزية)